# بارنتان
بارنتان (به فرانسوی: Barentin) یک کمون (فرانسه) در فرانسه است که در canton of Pavilly واقع شده‌است. بارنتان ۱۲٫۷۴ کیلومتر مربع مساحت دارد ۷۵ متر بالاتر از سطح دریا واقع شده‌است.

## خواهرخوانده
شهرهای وارندورف و کاستیلیونه دله استیویره خواهرخوانده‌های بارنتان هستند.